# Jan Kazimierz de Alten Bokum
Jan Kazimierz de Alten Bokum herbu Paprzyca (ur. w 1666, zm. 30 czerwca 1721 w Byszwałdzie) – biskup rzymskokatolicki, sekretarz królewski, senator I Rzeczypospolitej.

## Życiorys
Kanonik kapituły kolegiackiej św. Jana Chrzciciela w Warszawie w 1683 roku, kanonik krakowskiej kapituły katedralnej, kanonik gnieźnieński, opat lubiński, opat czerwiński w latach 1710–1722.
W latach 1690–1691 był sekretarzem króla Jana III Sobieskiego, odbywał wiele misji dyplomatycznych. W 1696 poparł elekcję Augusta II, za co ten wynagrodził go czyniąc sekretarzem wielkim koronnym. W 1701 został biskupem przemyskim. Jego siostra Urszula Katarzyna Bokum została wówczas kochanką króla i niechętni biskupowi w tym upatrywali  tajemnicę jego szybkiej kariery. W styczniu 1702 roku podpisał akt pacyfikacji Wielkiego Księstwa Litewskiego. Wyznaczony w 1702 przez króla na urząd biskupa krakowskiego, nie został jednak zatwierdzony przez papieża. Był członkiem konfederacji sandomierskiej 1704 roku. Był uczestnikiem Walnej Rady Warszawskiej 1710 roku. W 1712 został podkanclerzym koronnym. W wyniku konfliktów z kapituła przemyską 27 czerwca 1718 przeniesiony został na biskupstwo chełmińskie. Równocześnie (w latach 1718–1721) pełnił funkcję administratora apostolskiego diecezji pomezańskiej.
Pochowany w katedrze chełmżyńskiej.